# Mayrán (Coahuila)
Mayrán es una localidad del estado mexicano de Coahuila. Es parte del municipio de San Pedro.

## Demografía
| Gráfica de evolución demográfica |
|                                  |

| Censo | Población |
| ----- | --------- |
| 1900  | 200       |
| 1910  | 252       |
| 1921  | 300       |
| 1930  | 298       |
| 1940  | 802       |
| 1950  | 1 104     |
| 1960  | 1 330     |
| 1970  | 1 264     |
| 1980  | 1 736     |
| 1990  | 1 718     |
| 2000  | 1 421     |
| 2010  | 1 507     |
| 2020  | 1 473     |